# Selezione avversa
In economia, la selezione avversa è una situazione in cui una variazione delle condizioni di un contratto provoca una selezione nella platea dei contraenti che risulta sfavorevole per la parte che ha modificato le condizioni a proprio vantaggio.

## Descrizione
Il concetto di selezione avversa ha origine in campo assicurativo, ma ha trovato applicazione in vari ambiti, compresa la teoria dei giochi, in situazioni nelle quali modifiche nei rapporti tra due parti spingono una delle due a rinunciare al rapporto con l'altra, lasciando il posto a soggetti che presentano in misura minore la caratteristica preferita dall'altra parte.

### Selezione avversa in campo assicurativo
Se la società di assicurazione aumenta il prezzo delle polizze, una parte della clientela può decidere di rinunciare alla sottoscrizione della polizza, divenuta più cara. La rinuncia riguarda la parte degli assicurati che con meno probabilità incorreranno nell'evento che dà luogo al risarcimento del danno da parte dell'assicuratore, mentre i clienti più a rischio potrebbero non avere convenienza a modificare la loro scelta anche in presenza di un maggior costo del premio assicurativo.
Modificando le condizioni contrattuali, l'assicurazione spinge i clienti meno rischiosi a non sottoscrivere più le polizze, con conseguente aumento della percentuale della clientela rappresentata dai soggetti più a rischio.
La fuga dei clienti meno rischiosi implica che, a parità di premio incassato per cliente, i rimborsi medi per cliente aumentano.
L'assicurazione, che avrebbe interesse a garantirsi una clientela meno rischiosa e meno costosa, finisce pertanto per ottenere il risultato opposto, quale semplice effetto della modifica delle condizioni contrattuali.

### Il mercato dei "bidoni"
Un esempio applicativo è stato dato da George Akerlof, che ha sviluppato il modello del mercato delle auto usate, caratterizzato da una situazione di forte asimmetria informativa tra venditore e cliente. Akerlof (che per i suoi studi ha vinto il premio Nobel per l'economia nel 2001) ha mostrato come l'asimmetria informativa faccia degradare il mercato per effetto della selezione avversa.
Nel mercato delle automobili usate, gli acquirenti non sanno se stanno acquistando un "bidone" o un'auto buona, quindi saranno disposti a pagare un prezzo compreso tra quello dei bidoni e quello delle auto buone basato sulla probabilità che l'auto messa in vendita sia un bidone. Se gli acquirenti disponessero di informazione perfetta, conoscerebbero con certezza il valore dell'auto, e pagherebbero semplicemente una somma eguale a tale valore.
I venditori (che conoscono la qualità delle auto) saranno meno disposti a vendere auto buone, poiché il prezzo accettabile per gli acquirenti è troppo basso, ma venderanno più bidoni, perché su questi fanno un ottimo affare. Gli acquirenti si accorgono di questa tendenza e non sono più disposti a pagare il prezzo di prima. Il prezzo scende sempre di più e questo incentiva la tendenza dei venditori a offrire in commercio sempre più bidoni. Nel caso estremo, le auto buone non sono vendute affatto, mentre i bidoni dominano il mercato.